# Đorđe Kamber
Đorđe Kamber (szerb cirill betűkkel: Ђорђе Камбер, Sanski Most, 1983. november 20. –) boszniai-szerb és magyar állampolgársággal is rendelkező bosnyák válogatott labdarúgó, középpályás poszton.

## Pályafutása

### Szerbia
Kamber labdarúgópályafutása a Zastava Kragujevac csapatánál indult Szerbiában. Legelőször a 2001/2002-es szezonban kapott lehetőséget az első csapatban. Rövidesen azonban klubot váltott, miután az élvonalbeli OFK Beograd is felfigyelt játékára.
A 2003/2004-es szezonban vált véglegesen élvonalbeli játékossá, az OFK Beograd színeiben 17 mérkőzésen jutott szóhoz az I. osztályban, csapata a 4. helyen zárt, így 2004 nyarán indulhattak az UEFA Intertotó-kupában.
A következő szezontól kevesebb játéklehetőséget kapott, ezért előbb a Macva Sabac, majd a Srem Sremska Mitrovica együttesének adták kölcsön. A kölcsönadás lezárultával visszatért Belgrádba, azonban csak kiegészítő szerephez jutott, emiatt a Crvena Zvezda elleni, hosszabbítás után 4-2-re elvesztett kupadöntőn sem kapott lehetőséget 2006 május 10-én.

### Željezničar
Miután epizódszereplővé vált Belgrádban, az OFK eladta a nagy múltú bosnyák vasutascsapatnak, a FK Željezničar Sarajevo együttesének. Első boszniai szezonját (2006/2007) az ötödik helyen fejezte be az élvonalban, alapembere volt a fővárosi élcsapatnak, 26 bajnokin lépett pályára és 2 gólt szerzett.
A következő évad első felében ismét alapembere volt a szarajevói gárdának, az őszi bajnokikon kivétel nélkül szóhoz jutott. 15 mérkőzésen 1 gólt szerzett, a Posusje elleni, 4-2-re megnyert bajnokin talált az ellenfél kapujába 2007 november 24-én.

### Diósgyőr
A 2007/2008-as bajnokság téli átigazolási időszakában csatlakozott a DVTK csapatához. A német transfermarkt.de információi szerint vételára 10 ezer € volt. A diósgyőri szurkolók egyik kedvence, és a klub legértékesebb játékosa volt. A 2008-2009-es átigazolási időszakban felmerült eladása is, de végül maradt.

### ZTE
A 2009 nyári átigazolási időszak első igazolásaként érkezett Zalaegerszegre, június 12-én 4 éves szerződést írt alá.
Első bajnoki mérkőzésén július 25-én lépett pályára a Paksi SE ellen 2–1-re megnyert találkozón. Kezdőként 90 percet játszott. Első bajnoki gólját 2009. október 16-án szerezte a Lombard Pápa ellen. 2010-ben szerepelt a Magyar Kupa döntőjében, ám a ZTE alulmaradt az esélyesebb DVSC-vel szemben.

### Győr
2012 februárjában szerződtette a Győri ETO FC négy évre. A 2012/2013-as bajnoki cím megszerzésében elévülhetetlen érdemeket szerzett. Játéka kiegyensúlyozott volt és a pontrúgásaival nagy veszélyt jelentett az ellenfelek kapujára. A 2014/15-ös idény végén csapata anyagi okok miatt az NB III-ba került ezért átigazolt a Budapest Honvédhoz.

### Kispest
A 2015/16-os idényre a Honvéd FC jól sikerült erősítései közé tartozik. Második bajnoki mérkőzésén gólt is szerzett a MTK elleni győztes (2-1) mérkőzésen. A csapattal 2017-ben magyar bajnokságot, 2020-ban kupát nyert.
2021 nyarától a klub második csapatának játékos-edzője lett.

### A válogatottban
Fiatalon többszörös szerb utánpótlás-válogatott volt, helyet kapott az U19-es, majd az U21-es nemzeti csapatban is. Meghívót kapott az olimpiai válogatottba is.
Egyszeres felnőtt válogatott, 2007. december 15-én Törökországban (Antalyában) került megrendezésre a Lengyelország - Bosznia-Hercegovina válogatott mérkőzés, amelyet végigjátszott.

## Mérkőzései a bosnyák válogatottban
| #  | Dátum              | Ellenfél      | Eredmény | Kiírás              | Esemény |
| -- | ------------------ | ------------- | -------- | ------------------- | ------- |
| 1. | 2007. december 15. | Lengyelország | 0 – 1    | barátságos mérkőzés |         |

## Sikerei, díjai
ZTE
- Magyar Kupa-döntős: 2009–10

Győri ETO FC
- Magyar bajnok: 2012–13
- Magyar Kupa-döntős: 2012–13

Budapest Honvéd
- Magyar bajnok: 2016–17[10]
- Magyar Kupa-győztes: 2019–20
- Magyar Kupa-döntős: 2018–19